# Eugesta
Eugesta ist ein Handelsunternehmen in Litauen. 2012 erzielte es einen Umsatz von 195,6 Mio. Euro.

## Geschichte
Am 25. August 1992 wurde Gesellschaft „Eugesta“ gegründet. Im ersten Betriebsjahr hatte das Unternehmen nur 5 Mitarbeitern. „Eugesta“ importierte Lebensmittel aus Westeuropa. 1994 erwarb das Unternehmen seinen ersten Lastwagen und arbeitete im Bereich des internationalen Güterverkehrs  (Westeuropa,  Gemeinschaft Unabhängiger Staaten und baltische Länder). 1995  begann das Unternehmen mit dem Import und Vertrieb von Wrigley- und Ferrero-Produkten. Danach entwickelte man das Lebensmittel-Produktportfolio und Vertriebsnetzwerk in Litauen. Niederlassungen wurden in den litauischen Großstädten (Kaunas, Klaipėda, Šiauliai, Alytus) gegründet.  1996 gründete man „EUGESTA un Partneri“ und begann man ab Februar 1997 die Tätigkeit in Lettland. 1999 startete Vertrieb von Colgate-Palmolive-Produkten.